# Nhamundá
Nhamundá este un oraș în unitatea federativă Amazonas (AM) din Brazilia.